# Stor-Missenmortjärnen
Stor-Missenmortjärnen är en sjö i Vindelns kommun i Västerbotten och ingår i Sävaråns huvudavrinningsområde.